# Thienemannimyia geijskesi
Thienemannimyia geijskesi är en tvåvingeart som först beskrevs av Maurice Emile Marie Goetghebuer 1934.  Thienemannimyia geijskesi ingår i släktet Thienemannimyia, och familjen fjädermyggor. Det är osäkert om arten förekommer i Sverige.